# Козак Валентина Спиридонівна
Валенти́на Спиридо́нівна Коза́к (нар. 1946, с. Нові Безрадичі, Обухівський район, Київська область, Українська РСР) — українська поетеса, сатирикиня, перекладачка. Членкня Національної спілки журналістів України та Національної спілки письменників України (1979).

## Життєпис
Народилась 1 липня 1946 р. у с. Нові Безрадичі Обухівського району Київської області у родині колгоспників. Працювала на Кіровоградській кондитерській фабриці, в редакції Вінницької обласної молодіжної газети «Комсомольське плем'я» (від 1966 р.). Після заочного закінчення Вінницького педагогічного інституту (1971) була звинувачена у націоналізмі і вимушена перейти на посаду завідувачки корпункту радіогазетної реклами. Керувала письменницьким клубом у Вінниці «Світлиця-Оберіг», працювала в обласному Товаристві української мови ім. Т. Шевченка. Член Конгресу української інтелігенції та руху «За духовне відродження України». Від 1994 р. вела на обласному телебаченні авторську фольклорну програму, була референтом, відповідальним секретарем об'єднання сатириків і гумористів Київської обласної організації НСПУ.

## Літературна діяльність
Вірші почала писати з дитинства. Авторка кількох збірок поезії про красу рідного краю, його минувшину і сьогодення:
- «Сурми серця» (1975);
- «Чисті роси» (1981);
- «Поклик літа» (1988);
- «Кобзарівна»;
- «Гарячі Барви» (1988);
- «Рапсода»;
- «За Україну молюсь» (2011);
- «Чорно-біла доля» (2012).

Вірші пройняті мотивами народної творчості. Опанувала жанр думи, балади; працює також у жанрі гумору і сатири, літературної пародії, видавши збірки:
- «Ще сміються в Україні» (1996);
- «Трапляється й таке…»;
- «Ваше сміхородіє» (2011).

Авторка книг для дітей:
- віршованої казки «Де росте пшоно?» (Вінниця, 1994),
- збірки — «Алфавіт-садоцвіт»,
- «Колосочкова сорочка»,
- «Пригоди Мишенятка у пошуках зернятка».

Авторка фольклорних видань.
У 2013 вийшла її збірка «Барвінок на три голоси. Хронікально-документальний поезофольк». — Київ: Преса України, 2013. — 128 сторінок, ISBN 978-966472-151-3. Ця збірка присвячена 200-річчю від дня народження Тараса Шевченка та 120-річчю подвижниці фольклористки Насті Присяжнюк, репресованої за любов до української пісні. Ця книжка чекала на видання цілих десять років.
На її вірші композитори С. Сабадаш, Р. Скалецький, В. Ткаченко та ін. створили низку пісень. Окремі твори перекладено балкарською, білоруською, кабардинською, молдавською та російською мовами.
Учасниця поетичних фестивалів «Вишневі усмішки», «Сорочинський ярмарок», Руданківських читань.
Членкиня НСПУ (1979) Вступила у Вінницьку обласну організацію і перевелася на облік до Київської обласної після переїзду до столиці.

## Нагороди, почесні звання
- Літературна премія імені Миколи Трублаїні (1983);
- Лауреат І Всеукраїнського конкурсу-фестивалю гумору та сатири (1992);
- Всеукраїнська літературно-мистецька премія імені Степана Руданського (1996);
- «Почесна відзнака» НСПУ (2012).[5]